# Explosivo de metal inerte denso
Explosivo de metal inerte denso (ou DIME do inglês Dense Inert Metal Explosive)  é um tipo de explosivo, experimental em 2009. É constituído de um cartucho de fibras de carbono contendo uma mistura homogênea de material explosivo, como o HMX (High-Molecular-weight RDX: RDX de alto peso molecular) ou o RDX (Research  Department X), e um pó quimicamente inerte, bastante denso, de HMTA (Heavy Metal - Tungsten Alloy; em português: Liga de Metal Pesado - Tungstênio), composto de tungstênio e uma liga metálica (níquel - cobalto ou níquel - ferro).
A expressão "metal inerte" refere-se a um metal não ativo quimicamente e que portanto não participa da reação química causadora da explosão, ao contrário de alguns metais, como o alumínio.
Dois tipos comuns de ligas HMTA são:
- rWNiCo: tungstênio (91–93%), níquel (3–5%) e cobalto (2–4%)
- rWNiFe: tungstênio (91–93%), níquel (3–5%) e ferro (2–4%)

Há notícias de que misturas componentes do DIME foram estudadas nos anos 1990 mas aparentemente a sua produção e uso como material bélico começou no início dos anos 2000. O artefato é relativamente pequeno mas de alto poder letal, tendo sido concebido para circunscrever a explosão a um raio de alcance de 10 metros, evitando assim os chamados danos colaterais, em operações de guerra. Graças à inércia do tungstênio, cujo papel é de substituir os estilhaços habitualmente gerados pelo cartucho que, no caso do DIME - feito de fibras de carbono - se pulveriza durante a explosão.
Há uma crescente crítica ao DIME pelo forte seu forte efeito biológico. O pó de HTMA funciona como uma nuvem letal de micro shrapnel sobre as pessoas que estejam a cerca de 4 metros da explosão. Os sobreviventes próximos à zona letal podem ter membros amputados e posteriormente contrair câncer pois o HTMA adere aos tecidos.
Os efeitos carcinogênicos da HTMA têm sido estudados pelas Forças Armadas dos Estados Unidos desde o ano 2000 pelo menos, juntamente com o urânio empobrecido. Acredita-se que essas ligas tenham sido a causa de transformações em osteoblastos humanos. Estudos mais recentes do Departamento de Saúde americano mostram que o shrapnel de HTMA induz rapidamente o rabdomiosarcoma em ratos.